# Benjamin Van Itterbeeck
Benjamin Van Itterbeeck (* 16. April 1964 in Heist-op-den-Berg) ist ein ehemaliger belgischer Radrennfahrer.
Bevor Benjamin Van Itterbeeck Profi wurde, konnte er mit mehreren Erfolgen als Amateur auf sich aufmerksam, wie einem Sieg bei Paris–Troyes und beim Omloop der Vlaamse Gewesten, beides im Jahre 1986. Im selben Jahr wurde er Profi und fuhr im Team Lotto–Merckx. 1989 gewann er den Nationale Sluitingsprijs, 1990 den Omloop Mandel–Leie-Schelde und 1991 wurde er Belgischer Meister im Straßenrennen. 1993 war er im Grote Prijs Beeckman-De Caluwé erfolgreich. 1995 trat er vom Profi-Radsport zurück und ließ sich reamateurisieren. „Hij had part aan de plaag van exprofs die wedstrijden ‚terroriseerden‘ […].“ (niederl. = „Er gehörte zu dieser Plage von Exprofs, die Wettbewerbe ‚terrorisierten‘.“) So gewann er in drei Jahren 148 Rennen. Als Amateur wurde er 1996 erneut Belgischer Meister.
Van Itterbeeck betätigte sich auch als Kickboxer. Von 2000 bis 2003 arbeitete er für eine Sicherheitsfirma und anschließend als Lieferfahrer für eine Baubedarfsfirma.